# 池田町営バス (長野県)
池田町営バス（いけだちょうえいバス）は、長野県池田町が運営している町営バス。運行は安曇観光タクシー池田営業所（旧北安観光タクシー）に委託している。

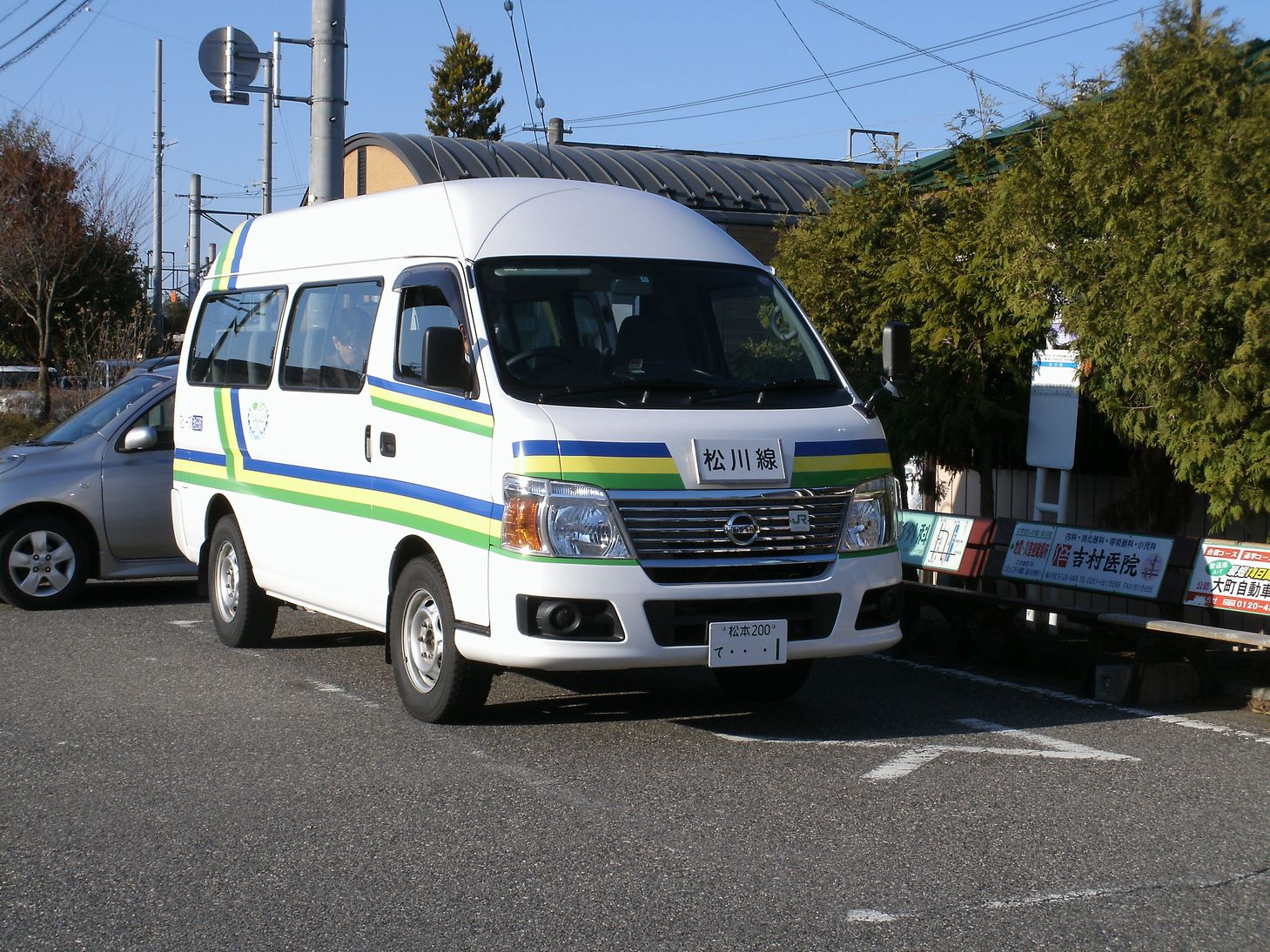
松川線 信濃松川駅前にて

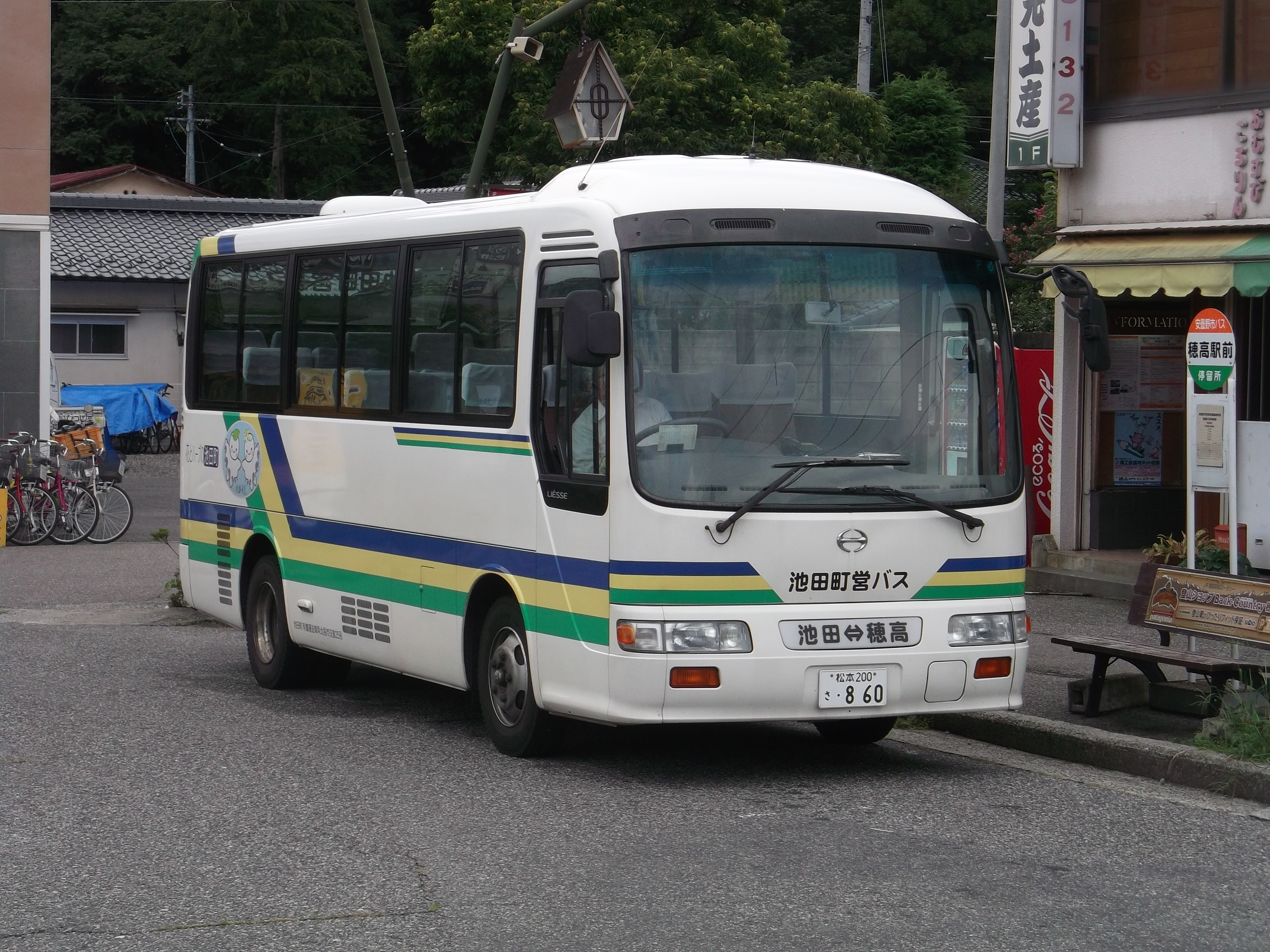
安曇野線 穂高駅前にて

## 概要
池田町内はかつて松本電鉄バスおよび川中島バスによるバス路線が存在していた。特に、松本電鉄バスは町内に池田営業所を設置していた。しかし、過疎化やモータリゼーションの発展に伴い、乗客の減少が激しくなり、路線の短縮廃止が行われていった。そこで、池田町が町内の公共交通機関確保のためにバスの運営を開始した。その後、町内の路線が段階的に廃止になるとともに、安曇野市内への乗り入れ路線など、生活に必要と判断された路線は町営バスへと変えられていった。
運行ダイヤは毎年変更され、利用者の動向をみて3月頃と4月1日にダイヤ改正が実施される。
明科線・安曇野線・松川線は鉄道駅に接続する関係からJRのダイヤ改正に合わせその日に実施するが、町内巡回線と広津線もJRのダイヤ改正に合わせるが4月1日に実施することがある。
かつて運行されていた池坂線も4月1日に実施していた。

## 歴史
- 1988年（昭和63年）3月1日 - 町営バスの運行を開始する。
- 1994年（平成6年）6月28日 - 安曇野線の運行を開始する。
- 2001年（平成3年）6月27日 - 町内循環線の運行を開始する。
- 2002年（平成14年）4月1日 - 明科線の運行を開始する。
- 2003年（平成15年）4月1日 - 町の直轄運行から、民間に運行委託する。
- 2020年（令和2年）4月1日 - 北安観光タクシーが安曇観光タクシーに移管
- 2023年（令和5年）4月1日 - 池坂線を町から生坂村に移管。町営バス池坂線廃止。
- 2024年（令和6年）
  - 3月16日 - 八十二銀行前バス停が旧八十二銀行前バス停に改称する。
  - 4月1日 - ダイヤ改正および高校生以下の運賃無料化。
- 2025年（令和7年）
  - 2月13日 - 町営バスの全ての路線がGoogleマップのGTFSに対応するようになる。なおかつて町営バスだった池坂線や同路線だけのバス停は対象外。
  - 3月15日 - ダイヤ改正。

## 運行路線
以下の路線を運行している。なお、鉄道連絡の為に隣接自治体に乗り入れる路線が多く見られる。また、鉄道のダイヤに合わせた運転が行われている。

### 松川線
- 正科北 - 高見 - 五丁目 - JA池田北事業所前 - 柏木 - 一丁目 - あづみ病院 - 西友松川店前 - 松川駅前

正科北を出発すると池田町に入り県道を走り一旦柏木まで行き引き返す。あづみ病院を経由し信濃松川駅に至る路線である。大町市にある正科北バス停で大町市民バスと時間帯によっては接続できる。ただし市民バスとの接続はあまり考慮されていない。また市民バスは土曜運転しない。廃止された松電バス鼠穴線の一部を継承。隣接する松川村まで、運行し信濃松川駅でJR線と接続している。JR線と並行する安曇野線と違い日中も運転される。正科北バス停には明科線の路線バスも発着する。JA池田北事業所前バス停はJA池田支所前バス停だったが令和5年にJA池田支所と会染支所が統合に伴う移転で改名した。

### 明科線
- 正科北 - 五丁目 - JA池田北事業所前 - （あづみ病院） - 一丁目 - JA池田支所前 - クラフトパーク入口 - 渋田見 - フレッシュフーズしもさと前 - 明科駅前

川中島バスが運行していた大町明科線の廃止に伴い設定された系統である。需要はJR利用者のほか、明科高校への通学にも利用される。通学需要に特化しているため日中の運行は少ない。日中時間帯はあづみ病院を経由するが、それ以外は経由しない。かつては全便があづみ病院を経由しなかった。終点の正科北バス停は町営バスで唯一大町市にあり、運賃上は池田町と同じ扱いであるほか、同じ町営バスの松川線の終点でもある。時間帯によっては接続ができることもある。JA池田支所前バス停は令和5年にJA池田支所と会染支所が統合に伴いJA会染支所前バス停から改称したものである。

### 安曇野線
- あづみ病院 - 池田町役場北 - 一丁目 - 南一丁目（ツルヤ池田店） - JA池田支所前 - クラフトパーク入口 - 渋田見 - 安曇追分駅前 - 穂高病院前 - 穂高駅前

穂高病院前 - 安曇追分駅前間は国道147号を通り、有明駅 - 安曇追分駅前間は鉄道路線と平行して走る。廃止された松電安曇野線の池田町内から穂高駅までの区間を引き継いだ路線。JR大糸線の駅と接続している路線は他に松川線があるが、信濃松川駅よりも、穂高駅の方が中央本線乗り入れ（新宿駅方面）の特急が停車する上に、市街地にあり、沿線には病院や医療施設、各種商業施設などがあることから利便性が高く需要がある。通学需要に特化しているため日中の本数は少なめ。

### 広津線
- やすらぎの郷 - ツルヤ - 一丁目 - あづみ病院 - JA池田北事業所前 - 五丁目 - 雨宮 - 栂の尾 - 菅の田（ - 日影）

五丁目で他路線と分岐して山道を登っていく。廃止された松電バス広津線を元に運行されているが松電広津線後期は広津保育園が終点だったという。菅の田 - 日影は金曜のみの運行である。なお、栂の尾より奥は道が狭くなる為、離合が不可能となっている。本数は非常に少ない。一部便はツルヤを経由しない。やすらぎの郷バス停は総合福祉センターバス停から改名した停留所である。雨宮バス停は松沢鉱泉入口バス停から改名した。

### 町内巡回線
- ザ・ビック→渋坂団地→渋南集落センター前→クラフトパーク→しもさと前→書上→高瀬橋南入口→秀峰電設工業南→ハーブセンター→ザ・ビック→林中公民館前→柏木→ツルヤ→豊町→交流センターかえで→旧八十二銀行前→池田町役場→あづみ病院→五丁目→正科中屋→正科消防詰所前→旧中島調整所前→半在家集落センター前→相道寺集落センター前→やすらぎの郷→あづみ病院→東町→七五三掛→ザ・ビック

他の系統と異なり、平日のみの運行で土曜日と祝日も全便運休となる。かつては全6本のみの運行で土曜も運転していたが全8本へ増便に伴い運休し現在では全10本（片方まわり5本）運行している。また令和2年4月1日のダイヤ改定で祝日も運休となった。路線名の通り池田町内のみを一定の範囲循環する路線。脇道など狭い道ばかりを通るためいわゆる地域振興バスのような運用である。右回りと左回りがありそれぞれ1日5本運転している。フリー乗降制になっており危険でない場所ならどこでも乗降できる。

## 過去の路線

### 池坂線
- あづみ病院 - 半在家集落センター前 - 法道 - やまなみ - 道の駅いくさかの郷 -三郷 - 花見集落センター前 - （ザ・ビック - ツルヤ - ）一丁目 - あづみ病院

池田町と隣接する生坂村に跨って循環する路線であった。法道先回りと三郷先回りがあって全体では両方３本ずつあるが、法道回りは半在家集落センター始発なので市街地～当バス停間運転がなく、市街地方面では三郷先回りの方が運行本数が多くなっていた。廃止された松電バス池坂線と陸郷線を統合して循環化したもので池田町営バスになってからは一部便がザ・ビックとツルヤを経由するようになっていた。生坂村にあるバス停では一部時間帯に生坂村営バスと接続ができた。2022年1月に町は当路線の移管を生坂村に打診した。町は利用客の8割が生坂村民であることから村への移管が妥当だとし、生坂村と協議の結果2023年（令和5年）3月31日を以て町営バスとしては廃止され翌日4月1日から生坂村に引き継がれた。

## 運賃
運賃はゾーン制度が採用されている。ゾーンは町役場から発行される路線図付きバス時刻表に描かれている。なお、先払いである。
- 小学生以上
  - 同色区域内一回乗車150円
  - 異なる色の区域へ跨ぐと一回乗車300円
  - 原則、町内ゾーンと町外の各ゾーンに分かれている。
    - ただし松川村と大町市にある各所のバス停と安曇野市内にある安曇追分駅バス停を利用する場合は町内ゾーンと同一になっている。そのためたとえば安曇追分駅から有明駅を利用する場合、どちらも安曇野市内だが運賃上の区域を跨ぐため1回300円になる。

### 回数券
- 150円券22枚綴り 3,000円
- 300円券22枚綴り 6,000円

回数券販売場所
バス車内
池田町役場町づくり推進室
池田町総合福祉センター
金の鈴会館
池田町ハーブセンター
以上で発売している。
このほかにも条件を満たした町民限定で定期券を販売している。

## そのほか

### 時刻表
町内巡回線を除く全路線に平日ダイヤと土曜日ダイヤがあり、土曜日は平日より半分ほど減便する。
土曜日における時間帯別の運行の有無は時刻表に記載されている。

### 運休日
日曜日、祝日、1月1日、1月2日は運休する。なお、12月29日から1月3日までは土曜ダイヤで運転される。土曜ダイヤは平日の半分ほど減便となる。
かつては祝日も運行されており、その日は土曜日と同じダイヤだった。
町内巡回線は土曜日も運休する。
広津線の菅の田 - 日影間は始発と最終以外が金曜日のみの運行で、この日以外は全て菅ノ田止まりとなる。かつては火曜日も日影まで運行した。

### バス停
バス停のデザインは健香風美と書いてあり、その下に当町のマスコットキャラであるてるみんとふ～みん（左から）が描かれている。なお、これらは、澄んだ青空の下でてるてる坊主の妖精が遊んでいる様子をイメージしている。
正科北バス停は町営バスで唯一大町市にあるが待合小屋は大町市民バスと池田町営バスのバス停はそれぞれ独自のバス停ポールで待合小屋を挟むように配置されているが、バス停の名前は大町市民バスは正科、池田町営バスは正科北と同じ場所にありながら名称が異なっている。正科は池田町側の地名で池田町営バスの方が地理的に忠実である。

### 車両
需要に合わせた車両が投じられている。また、車内放送及びアナウンスは明科線、安曇野線のみ設置されている。降車ボタンが車内にある。しかし、あまり利用されていない。
車庫はあづみ病院の近くにあり、セブンイレブンの裏手付近に『池田町営バス・バスセンター』の名称で設置され、各路線に充てられる車両が配置されている。ただし広津線と町内巡回線に充てられる車両は安曇観光タクシー池田営業所に配置されている。

### その他
松本電鉄が池田町内で運行されていた頃、池田営業所は現在の五丁目バス停近辺である。現在は建設会社の私有地となっている。